# Теорема Гріна
Теорема Гріна встановлює зв'язок між криволінійним інтегралом по замкнутому контуру {\displaystyle C} і подвійним інтегралом по області {\displaystyle D}, обмеженій цим контуром. Фактично, ця теорема є окремим випадком загальнішої теореми Стокса. Теорема названа на честь англійського математика Джорджа Гріна.

## Формулювання

— область, обмежена замкнутою кривою

Нехай {\displaystyle C} — додатно орієнтована кусково-гладка замкнута крива на площині, а {\displaystyle D} — область, обмежена кривою {\displaystyle C}. Якщо функції {\displaystyle P=P(x,y)}, {\displaystyle Q=Q(x,y)} визначені в області {\displaystyle D} і мають неперервні часткові похідні {\displaystyle {\frac {\partial P}{\partial y}}}, {\displaystyle {\frac {\partial Q}{\partial x}}}, то
{\displaystyle \oint _{C}P\,dx+Q\,dy=\iint \limits _{D}\left({\frac {\partial Q}{\partial x}}-{\frac {\partial P}{\partial y}}\right)\,dx\,dy}
На символі інтеграла часто малюють коло, щоб підкреслити, що крива {\displaystyle C} замкнена.

### Доведення
Нехай область {\displaystyle D} — криволінійна трапеція (область, правильна в напрямку {\displaystyle OY}):
{\displaystyle D=\{(x,y)|a\leq x\leq b,y_{1}(x)\leq y\leq y_{2}(x)\}}
Для кривої {\displaystyle C}, що обмежує область {\displaystyle D}, задамо напрямок обходу за годинниковою стрілкою.
Тоді:
{\displaystyle \iint \limits _{D}{\frac {\partial P}{\partial y}}\,dx\,dy=\int \limits _{a}^{b}dx\int \limits _{y_{1}(x,y)}^{y_{2}(x,y)}{\frac {\partial P}{\partial y}}\,dy=\int \limits _{a}^{b}(P(x,y_{2}(x))-P(x,y_{1}(x)))\,dx=}
{\displaystyle =\int \limits _{a}^{b}P(x,y_{2}(x))\,dx-\int \limits _{a}^{b}P(x,y_{1}(x))\,dx\quad (1)}
Помітимо, що обидва одержані інтеграли можна замінити криволінійними інтегралами:
{\displaystyle \int \limits _{C_{1}}P(x,y)\,dx=-\int \limits _{-C_{1}}P(x,y)\,dx=-\int \limits _{a}^{b}P(x,y_{1}(x))\,dx\quad (2)}
{\displaystyle \int \limits _{C_{3}}P(x,y)\,dx=\int \limits _{a}^{b}P(x,y_{2}(x))\,dx\quad (3)}
Інтеграл по {\displaystyle C_{1}} береться зі знаком «мінус», оскільки, згідно з орієнтацією контуру, {\displaystyle C} напрямок обходу даної частини — від {\displaystyle b} до {\displaystyle a}.
Криволінійні інтеграли по {\displaystyle C_{2}} і {\displaystyle C_{4}} дорівнюватимуть нулю, оскільки {\displaystyle x=\operatorname {const} }:
{\displaystyle \int \limits _{C_{2}}P(x,y)\,dx=0\quad (4)}
{\displaystyle \int \limits _{C_{4}}P(x,y)\,dx=0\quad (5)}
Замінимо в (1) інтеграли згідно з (2) і (3), а також додамо (4) і (5), що рівні нулю і не впливають на значення виразу:
{\displaystyle \iint \limits _{D}{\frac {\partial P}{\partial y}}\,dx\,dy=\int \limits _{C_{1}}P(x,y)\,dx+\int \limits _{C_{3}}P(x,y)\,dx+\int \limits _{C_{2}}P(x,y)\,dx+\int \limits _{C_{4}}P(x,y)\,dx}
Оскільки обхід за годинниковою стрілкою за правої орієнтації площини є від'ємним напрямком, то сума інтегралів в правій частині є криволінійним інтегралом по замкнутій кривій {\displaystyle C} у від'ємному напрямку:
{\displaystyle \iint \limits _{D}{\frac {\partial P}{\partial y}}\,dx\,dy=-\int \limits _{C}P(x,y)\,dx\quad (6)}
Аналогічно доводиться формула:
{\displaystyle \iint \limits _{D}{\frac {\partial Q}{\partial x}}\,dx\,dy=\int \limits _{C}Q(x,y)\,dy\quad (7)}
якщо за область {\displaystyle D} взяти область, правильну в напрямку {\displaystyle OX}.
Віднімаючи (6) з (7), одержимо:
{\displaystyle \int \limits _{C}P\,dx+Q\,dy=\iint \limits _{D}\left({\frac {\partial Q}{\partial x}}-{\frac {\partial P}{\partial y}}\right)\,dx\,dy}

## Зв'язок з формулою Остроградського
Розглядаючи двовимірне векторне поле, теорема Гріна рівнозначна двовимірному випадку формули Остроградського:
{\displaystyle \iint _{D}\left(\nabla \cdot \mathbf {F} \right)dA=\oint _{C}\mathbf {F} \cdot \mathbf {\hat {n}} \,ds,}
де {\displaystyle \nabla \cdot \mathbf {F} } це дивергенція двовимірного векторного поля {\displaystyle \mathbf {F} }, а {\displaystyle \mathbf {\hat {n}} } це нормаль на границі, що вказує назовні.
Що побачити це, розглянемо одиничну нормаль {\displaystyle \mathbf {\hat {n}} } у правій частині рівності. Оскільки в теоремі Гріна {\displaystyle d\mathbf {r} =(dx,dy)} це вектор напрямлений вздовж дотичної до кривої, і крива C додатно орієнтована (тобто проти годинникової стрілки) крива вздовж межі, зовнішня нормаль це вектор напрямлений 90° праворуч від цього; можна обрати {\displaystyle (dy,-dx)}. Цей вектор завдовжки {\displaystyle {\sqrt {dx^{2}+dy^{2}}}=ds.} Тому {\displaystyle (dy,-dx)=\mathbf {\hat {n}} \,ds.}
Отже,
{\displaystyle \oint _{C}(L\,dx+M\,dy)=\oint _{C}(M,-L)\cdot (dy,-dx)=\oint _{C}(M,-L)\cdot \mathbf {\hat {n}} \,ds.}